# Raion de Cantemir
Pour les articles homonymes, voir Cantemir.
Le raion de Cantemir est un raion de la république de Moldavie, dont le chef-lieu est la ville de Cantemir. En 2014, sa population était de 52 115 habitants.

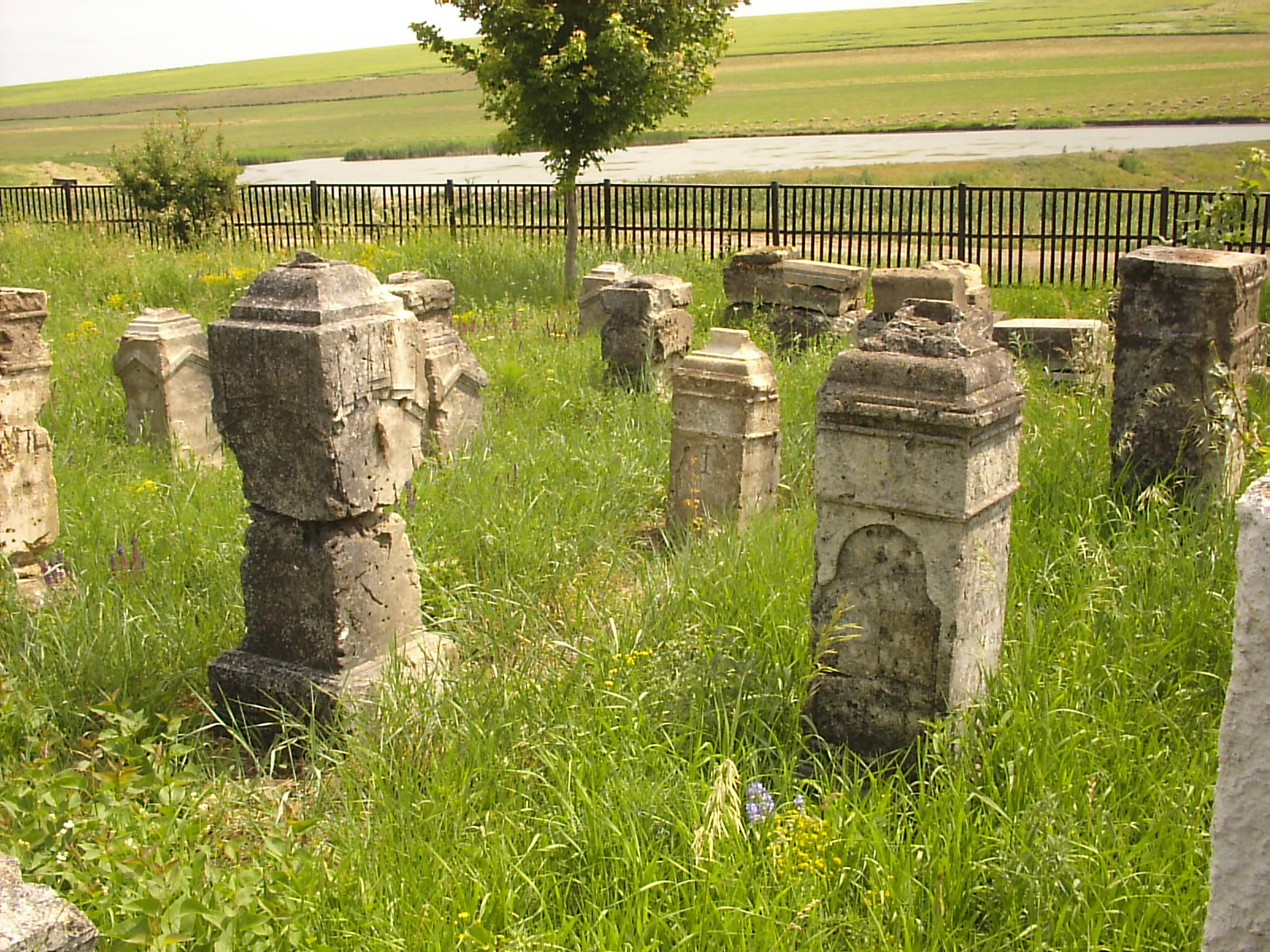
Cimetière allemand de Visneuca

## Démographie
| Groupe ethnique      | %    |
| -------------------- | ---- |
| Moldaves et Roumains | 90,6 |
| Bulgares             | 6,0  |
| Ukrainiens           | 1,4  |
| Russes               | 1,0  |
| Gagaouzes            | 0,7  |
| Autres               | 0,2  |
| Roms                 | 0,1  |

## Religions
- 98,1 % de la population du raïon est chrétienne, dont une grande partie sont orthodoxes.
- 1,9 % de la population est athée ou sans religion.